# کنسرتینا
کنسرتینا (انگلیسی: Concertina) یک ساز شبیه به آکوردئون و سازدهنی است. برخلاف دکمه‌های آکاردئونی که در جلو هستند، از دم‌های منبسط و منقبض، با دکمه‌ها (یا کلیدها) معمولاً در دو انتها تشکیل شده است.